# 鵜飼りえ
鵜飼 りえ（うかい りえ、1983年5月8日-）は、日本のグラビアアイドル、タレント。大阪府出身。株式会社トータルベネフィット所属。

## 来歴
2008年末までドゥイングプロに所属していたが、2009年よりトータルベネフィットに移籍。
展示会やイベントなどでのキャンペーンモデルや雑誌のグラビアモデルを中心に、近年はテレビでも活動の場を広げている。特に関西では、2009年4月から出演しているレースガイド(関西版)で、知名度も上がっている。
鈴鹿サーキットクイーン29期生に同姓同名の人物が存在していたが、全くの別人。
2022年5月5日、体調不良により当面の間芸能活動を休止することを発表。この時点でSNSはすべて更新をストップし2023年4月現在も再開できておらず、芸能活動再開の目途は立っていない状態である。

## 人物
- 趣味は乗馬、料理、ダーツ、格闘技観戦。
- 弟が1人いる。
- 松永遥華と仲良しで[2]、撮影会や大阪オートメッセ[3]等のイベントで一緒になったこともある。

## 主な活動

### テレビ出演
- ちゃんネプ（テレビ朝日）
- 志村けんのバカ殿様（フジテレビ）
- 情報女神（テレビ埼玉）
- 史上最強のメガヒット カラオケBEST100 完璧に歌って1000万円（テレビ朝日） - アシスタント

### CM
- レースガイド(2009年4月) - 関西版のみ

### レースクイーン
- SUPER GT「DHG　Racing」、フォーミュラ・ニッポン「DHG TOM's Racing」（2006年 - 2007年）
- D1グランプリ「Team TOYOTIRES DRIFT」（2009年 - 2010年）
- SUPER GT「R'Qs Racing Angels」（2011年）